# 大智 (作曲家)
大智（だいち）は、日本の作詞家、作曲家、編曲家。DAICHI、Dyce Taylorという別名義を使用する場合もある。

## 提供作品

### ジャニーズ事務所関連
- SMAP
  - 「Call Your Number」（共作詞・作曲）
  - 「show your smile」（作詞・共作曲）
  - 「two of us」（作詞・作曲）
  - 「あなたのためにできること」（共作詞・作曲）
  - 「Mermaid」（作詞・共作曲）
- V6
  - 「ボクラノオト」（作曲）
  - 「never」（共作曲、DAICHI名義）
- KinKi Kids
  - KinKi Kids
    - 「【AOZORA】」（共作曲）
    - 「キミハカルマ」（作曲）
    - 「iD -the World of Gimmicks-」（共作曲）
    - 「風のソネット」（作曲）

  - 堂本剛
    - 「unchanged.」（作曲・編曲）
- 嵐
  - 嵐
    - 「movin' on」（共作曲、Dice Taylor名義）
    - 「Løve Rainbow」（共作曲、Dyce Taylor名義）
    - 「always」（共作曲、Dyce Taylor名義）
    - 「negai」（共作曲、Dyce Taylor名義）
    - 「morning light」（共作曲、curly名義）
    - 「遠くまで」（共作曲、Dyce Taylor名義）
    - 「迷宮ラブソング」（共作曲、Dyce Taylor名義）
    - 「うたかた」（共作曲、Dyce Taylor名義）
    - 「旅は続くよ」（共作曲、curly名義）
    - 「Up to you」（共作曲、Wet disk名義）
    - 「Endless Game」（共作曲、Dyce Taylor名義）

  - 大野智
    - 「Imaging Crazy」（共作詞・共作曲、作詞はcurly名義、作曲はDyce Taylor名義）
- NEWS
  - NEWS
    - 「Love Melodies」（共作曲）
    - 「2人/130000000の奇跡」（作曲）
    - 「D.T.F」（共作曲）
    - 「Quntastic!」（共作曲）

  - 手越祐也
    - 「Lovin' U」（共作曲）
- テゴマス
  - 「音色」（共作曲）
  - 「夕焼けと恋と自転車」（共作曲）
  - 「猟奇的ハニー」（作曲）
  - 「アイノナカデ」（作曲）
- KAT-TUN
  - KAT-TUN
    - 「FARAWAY」（共作曲、Dyce Taylor名義）
    - 「WHITE」（共作曲、DAICHI名義）
    - 「DIAMOND」（共作曲、DAICHI名義）
    - 「BIRTH」（共作曲、DAICHI名義）
    - 「SPIRIT」（共作曲、DAICHI名義）
    - 「BLACK」（共作曲、DAICHI名義）
    - 「TRIANGLE」（共作曲、DAICHI名義）
    - 「フェイク」（共作曲、DAICHI名義）
    - 「WHITE LOVERS」（共作曲、DAICHI名義）

  - 田口淳之介・中丸雄一
    - 「キラリト」（共作曲、DAICHI名義）
- Hey! Say! JUMP
  - Hey! Say! JUMP
    - 「パーフェクト ライフ」（作曲、DAICHI名義）
    - 「Walk」（共作曲、DAICHI名義）

  - Hey! Say! BEST
    - 「スルー」（共作曲、DAICHI名義）

  - 山田涼介
    - 「ミステリー ヴァージン」（共作曲、DAICHI名義）

  - 知念侑李・中島裕翔・髙木雄也・伊野尾慧
    - 「ペットショップラブモーション」（共作曲、DAICHI名義）
- NYC
  - 「アナザーワールド ～未来の僕らへ～」（共作詞・共作曲、DAICHI名義）
  - 「キミトイツモ」（共作詞・共作曲、DAICHI名義）
  - 「たからじま」（共作曲、DAICHI名義）
- Kis-My-Ft2
  - Kis-My-Ft2
    - 「Love is you」（共作曲、DAICHI名義）
    - 「Winter Lover」（共作曲、DAICHI名義）
    - 「Strawberry Dance」（共作曲、DAICHI名義）

  - 玉森裕太
    - 「Only One...」（共作曲、DAICHI名義）

  - 玉森裕太・宮田俊哉・千賀健永
    - 「Sing for you」（共作曲、DAICHI名義）
- timelesz
  - 「With you」（共作曲、DAICHI名義）
  - 「Knock! Knock!! Knock!!!」（共作曲、DAICHI名義）
  - 「キミのため ボクがいる」（共作曲、DAICHI名義）
  - 「BAD BOYS」（共作曲、DAICHI名義）
  - 「Young and Beautiful!」（共作曲、DAICHI名義）
  - 「4 Seasons」（共作曲、DAICHI名義）
  - 「キャラメルドリーム」（共作曲）
  - 「さあ笑って」（共作曲、DAICHI名義）
  - 「VIVID SUMMER DAYS」（共作曲、DAICHI名義）
- A.B.C-Z
  - 「ずっとLOVE」（共作曲、DAICHI名義）
  - 「My life」（共作曲、DAICHI名義）
  - 「InaZuma☆Venus」（作曲）
  - 「Shower Gate」（共作曲、DAICHI名義）
- なにわ男子
  - 「What a funky time!!」（共作曲、DAICHI名義）